# Ti ho sempre amato!
Ti ho sempre amato! è un film del 1953, diretto da Mario Costa.

## Trama
Un possidente ama una brava ragazza, ma viene irretito da un'altra donna più ricca che mira in realtà ai suoi patrimoni. Questa riuscirà temporaneamente a far allontanare i due giovani ma l'uomo fa capire alla sua fidanzata che il suo è vero amore; comprende di essere stato vittima di un raggiro e porterà all'altare la donna che amava da sempre.

## Produzione
Il film, ascrivibile al filone drammatico-sentimentale, comunemente detto strappalacrime (in seguito indicato dalla critica come neorealismo d'appendice), molto popolare tra il pubblico italiano in quegli anni, venne girato per gli esterni nelle città di Bracciano e Trevignano Romano.
Iscritto al Pubblico registro cinematografico della S.I.A.E. con il n. 1.335, venne presentato alla Commissione di Revisione Cinematografica, presieduta da Teodoro Bubbio, il 19 novembre 1953 e ottenne il visto di censura n. 15.464 del 30 novembre 1953, con una lunghezza della pellicola accertata di 2.685 metri.

## Distribuzione
Il film venne distribuito nel circuito cinematografico italiano il 9 dicembre del 1953.
Venne in seguito distribuito anche in Francia, il 17 maggio del 1956 con il titolo Marquée par le destin.

## Accoglienza
La pellicola incassò 383.000.000 di lire dell'epoca.